# Cuando los hijos se van (película de 1969)
Cuando los hijos se van es una película dramática mexicana de 1969, dirigida por Julián Soler. Está protagonizada por Amparo Rivelles, Alberto Vázquez, Fernando Soler, Andrés Soler, Alicia Bonet, y Blanca Sánchez.
La cinta es una nueva versión de la película del mismo nombre de 1941.

## Argumento
En la época de los sesenta, la juventud experimenta la libre expresión de sus ideas. Pero no en todas las familias y menos en la provincia, donde los padres son muy conservadores y de costumbres muy severas, sin aceptar los cambios en la juventud.[cita requerida] Donde los hijos tienen que acatar las disposiciones de los padres sean buenos o malos y renunciar a sus propios sueños y deseos de ser alguien en la vida. Federico decide marcharse de la casa persiguiendo la ilusión de ser cantante, siendo acusado injustamente por su padre que es autoritario. Amalia se enamora de un modesto ingeniero y por realizar su amor prefiere dejar la casa paterna ante el rechazo de sus padres.[cita requerida] Paty, la más chica, tiene severos conflictos de ideas ya que es amante de la psicología y eso no concuerda con la doctrina católica de los padres, aunque es patrocinada por su padrino que es psicólogo de la Universidad. Y Carlos es el hijo "modelo" el cual da una falsa imagen de lo que en verdad es ante los ojos de sus padres, principalmente Don Federico que lo considera un excelente modelo de hijo, sin saber que tiene algunas "virtudes" escondidas.
[cita requerida]

## Reparto
- Alberto Vázquez como Federico
- Amparo Rivelles como Doña Claudia
- Alicia Bonet como Andrea
- Fernando Soler como Don Federico de Alba
- Blanca Sánchez como Amalia
- Enrique Becker como Carlos
- Rafael del Río como Ing. Tomás Méndez
- Malú Reyes como Niní
- Carmen Frida como Patricia
- Andrés Soler como Don Ernesto
- Miguel Suárez como Don Francisco
- Jesús Camacho
- Pancho Córdova como Javier Ramírez
- Armando Gutiérrez como Jefe de Amalia
- Manuel de la Vega como Don Jorge
- Leticia Manzano